# Леоне, Никола
Нико́ла Лео́не (итал. Nicola Leone, род. 28 февраля 1963, Диаманте) — итальянский ученый-информатик, исследователь искусственного интеллекта. Ректор Университета Калабрии с 1 ноября 2019 года, профессор информатики. Ранее был профессором в Венском техническом университете.

## Научная работа
Леоне опубликовал более 250 научных статей в области искусственного интеллекта, представления знаний, а также теории баз данных.
В области искусственного интеллекта и представления знаний Леоне наиболее известен своей ранней работой по программированию наборов ответов (ASP) и разработкой DLV, новаторской системы представления знаний и рассуждений, которая была самой первой успешной попыткой полностью поддерживать дизъюнкцию в языке журнала данных, достигая возможности вычислять задачи высокой сложности, вплоть до NP.
В области теории баз данных он внес свой вклад в основном благодаря изобретению декомпозиции гипердерева, основы для получения управляемых структурных классов конъюнктивных запросов и обобщения понятия декомпозиции дерева из теории графов . Эта работа также оказала существенное влияние на искусственный интеллект, поскольку известно, что проблема оценки конъюнктивных запросов в реляционных базах данных эквивалентна проблеме удовлетворения ограничений.

## Членство и награды
- Член Европейского координационного комитета по искусственному интеллекту (EurAI)[6]
- Член Европейской академии (Academia Europaea)[7]
- Почетный профессор Венского технического университета[8]
- Леоне получил множество наград на конференциях по логическому программированию, также был награжден двумя Test-of-Time Awards от Ассоциации вычислительной техники (ACM) (2009)[9] и от Ассоциации по логическому программированию[англ.] (ALP) (2018)[10]